# 冰·哥羅士比
哈里·利利斯·克罗斯比（英語：Harry Lillis Crosby，1903年5月3日—1977年10月14日），後更名為冰·哥羅士比（Bing Crosby 冰哥羅士比），是美國歌手和演員，擁有半個世紀的藝術生涯。克勞斯貝被認為是首位多媒體明星。在唱片銷售，廣播收視率和電影總收入方面處於領導地位，成為二十世紀世界上最重要和最有影響力的人物之一。
他是最早期的多媒體藝術家之一。在1934年到1954年之間，克勞斯貝憑藉他的專輯，在廣播電台和世界各地觀看的電影獲得好評，取得了無與倫比的銷售成功。他通常被認為是歷史上最受歡迎的音樂演員之一，並且是當今電子錄音最多的人聲。克勞斯貝的藝術威望享譽全球，值得一提的是，他是其他偉大男歌手的靈感之一，例如弗蘭克·辛納屈、佩里·科莫、迪安·马丁、約翰·連儂、埃爾維斯·皮禮士利、邁克爾·布布雷等。
冰·哥羅士比是一位藝術家，在過去的幾十年中，他的唱片銷量是世界上最多的。然而，他的上一次認證是在70年代完成的。克勞斯貝至今已售出5億張唱片，這在當時是歌手最多的。然而，在他去世後，他已經出售了他的唱片，但他的銷售沒有被繼續。據估計，克勞斯貝到今天為止已經賣出了10億張唱片，這可能是歷史上最大的唱片銷售商。
此外，冰·哥羅士比擁有世界上最暢銷的歌曲白色聖誕節，全球銷量超過5000萬張。目前，克勞斯貝的聲音已經記錄了超過1億份這種解釋。
克勞斯貝在二十世紀中葉如此舉世聞名，並在世界範圍內廣受歡迎，以至於當時的一項調查表明，克勞斯貝較教宗庇護十二世著名和受人尊敬。
他在排行榜上的成功仍然令人印象深刻：396張個人唱片，其中包括41首熱門歌曲。如果多次記錄「白色聖誕節」的記錄，那麼該數字將升至43，超過披頭四樂隊和貓王兩組音樂人的合共數字。
克勞斯貝在1931年到1954年之間每年均有發售單曲，僅在1939年就有24張單曲。
冰·哥羅士比錄製了2,000多個商業唱片和大約4,000個廣播節目，除了大量的影視節目外，他還是歷史上錄製次數最多的藝術家。
宾·克勞斯貝在音樂排行榜上獲得了41項第一名的記錄（其中包括第二和第三個“白色聖誕節”標題，獲得了43條記錄），超過了甲殼蟲樂隊的24次和貓王的唱片18次。
他的唱片創下了396次進入排行榜的記錄，超過了弗蘭克·辛納屈的209次和貓王的149次。
克勞斯貝演唱13部被奧斯卡提名的歌曲，其中四首獲得了奧斯卡最佳歌曲獎：“ Sweet Leilani”（威基基婚禮，1937年），White Christmas （假日酒店，1942年），“ Swinging在明星“（Going My Way，1944年）和“在涼爽，涼爽，傍晚的涼爽”中（新郎來了，1951年）。
克勞斯貝在好萊塢星光大道上獲得了三顆星：唱片，廣播和電影。
克勞斯貝是有史以來錄製最多的藝術家，在世界範圍內銷售了近400首單曲，這成就是弗蘭克·辛納屈，貓王，披頭四樂隊和迈克尔·杰克逊都沒有的。
克勞斯貝已在格萊美名人堂進行了四場演出，該獎項是於1973年設立的一項特殊獎項，旨在表彰具有“定性和歷史重要性”的唱片。
克勞斯貝在第二次世界大戰戰後的唱片工業屢有貢獻。他於1947年在Ampex公司投資了$50000美元，後來它發展成世界首家商業「开放式录音带」公司。
克勞斯貝與他的好友鮑勃·霍普一樣，都以二次大戰時期積極的在前線勞軍而聞名。他們都是共和黨支持者。在当时，克勞斯貝是娱乐圈内最富有的人之一。他曾经和别人合写过一本自传，然而在他儿子所写的回忆录中，克勞斯貝是一位严厉不近人情的父亲，这和他在大众面前平易近人的形象相差较远。

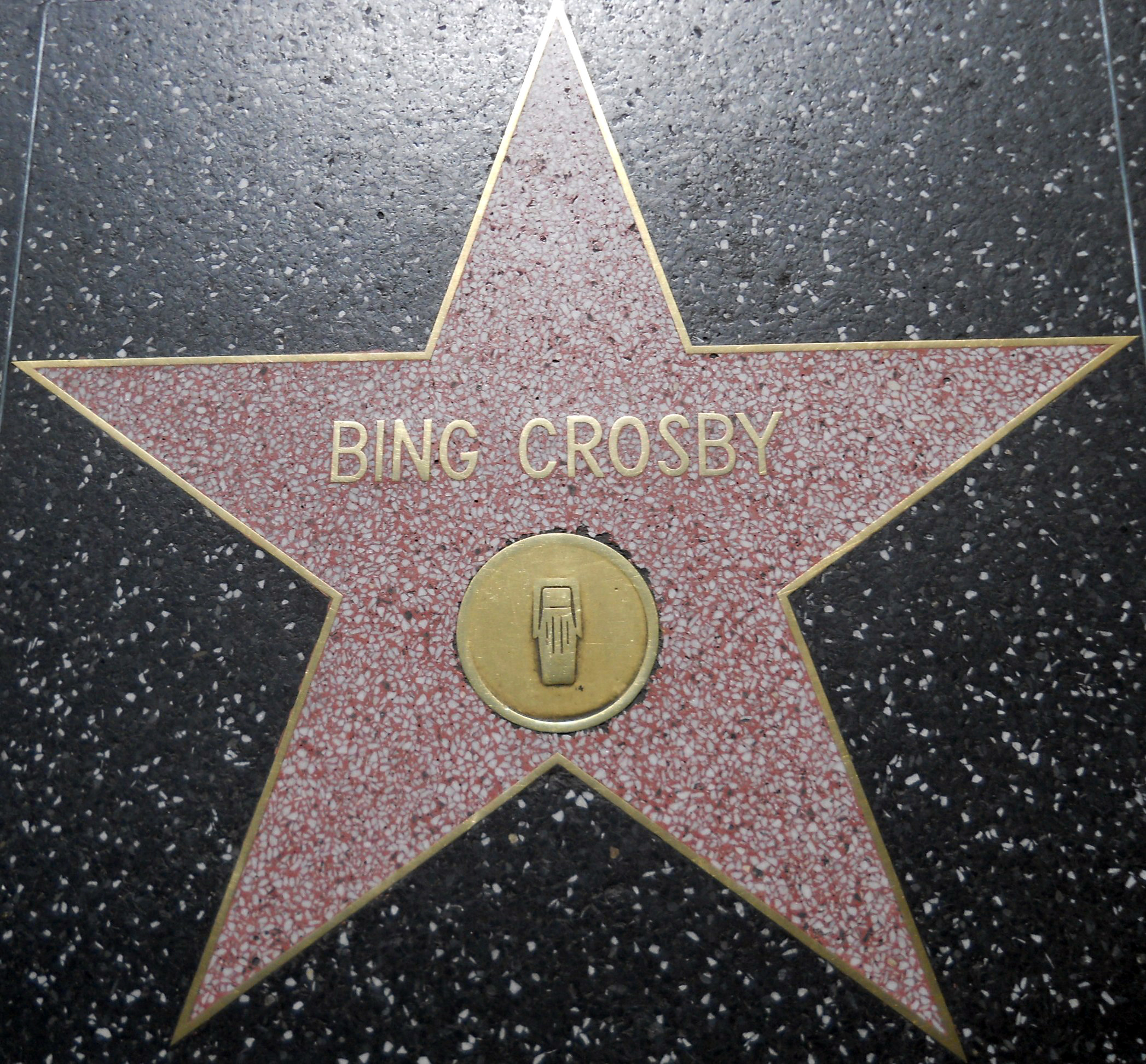
冰·哥羅士比在好莱坞星光大道上的星形徽章

## 生平
冰·哥羅士比有英格蘭和蘇格蘭血統，其遠祖西文·克勞斯貝（Simon Crosby）在1630年代已經在新英格蘭定居。冰·哥羅士比出生在华盛顿州，大学时修讀法律。不过后来他开始对歌唱产生了兴趣，并且在当地一個乐队当了歌手。他们曾经举办过小型的音乐会并且在夜总会内演出。1930年，冰·哥羅士比拍摄了自己的第一部电影，第二年他的一只歌曲在广播中大获成功由此引起了好莱坞制片公司的注意。1932年派拉蒙公司邀请他拍摄了一部电影，很快他就因为自己的形象而获得了许多追随者并且成为了明星。1942年，他演唱了歌曲《白色聖誕節》，这首歌获得了非常巨大的成功。根据吉尼斯世界纪录，由克勞斯貝所演唱的版本在世界范围内销售出了超过5000万份，在全世界畅销单曲列表中排行第一位。《白色聖誕節》一曲在多年後也成了1975年越南戰爭結束的象徵作品之一——4月29日在西貢陷落之前進行的人員撤離行動「常風行動」中，美軍電台使用白色聖誕當成疏散行動開始的信號。
1944年，他参与演出了影片《与我同行》，凭借这部影片他获得了奥斯卡最佳男主角奖。1954年时他又获得了自己的第二个奥斯卡奖提名。在这之后他也曾参与制作电视节目并且主持过一档以自己名字命名的脱口秀。冰·哥羅士比是一名高尔夫球爱好者，早在1930年代时他就曾经帮助建立了一个以他自己名字命名的业余选手锦标赛。到了晚年时他也没有放弃自己的这个爱好，1977年10月14日，他在西班牙首都马德里附近的一个高尔夫球场上打高尔夫，就在刚刚打过第18个洞时因为心脏病突发而去世。

## 外部連結

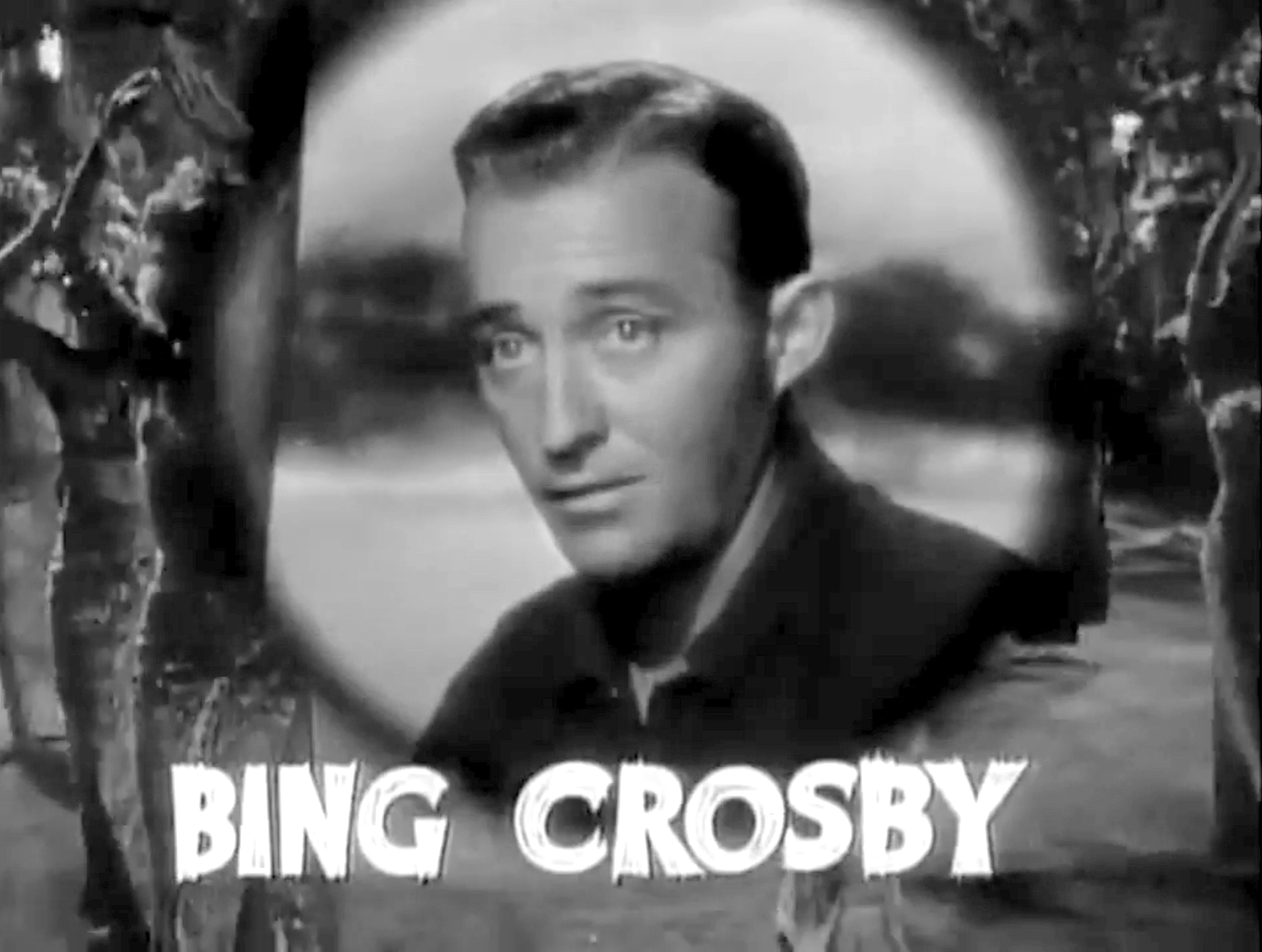

- 冰·哥羅士比在互联网电影资料库（IMDb）上的資料（英文）
- TCM电影资料库上冰·哥羅士比的资料（英文）
- 互聯網百老匯資料庫（IBDB）上冰·哥羅士比的資料（英文）
- 冰·哥羅士比的官方網站（页面存档备份，存于）

}
| 獎項                 | 獎項                    | 獎項             |
| -------------------- | ----------------------- | ---------------- |
| 前任者： 保罗·卢卡斯 | 奥斯卡最佳男主角 1944年 | 繼任者： 雷·米倫 |